# Laurence Bougault
Pour les articles homonymes, voir Bougault.
Laurence Bougault, née le 25 août 1970 à Toulouse et morte le 26 octobre 2018 à Rennes, est une universitaire, cavalière et voyageuse, éleveuse de chevaux Akhal-Teké et écrivain français.

## Biographie
Elle suit des études de lettres en hypokhâgne puis en khâgne à Lyon puis Paris. lettres modernes en 1992, elle soutient une thèse de littérature française sous la direction de Philippe Hamon : Cosmos et logos dans la poésie moderne (de l’objectivité poétique). Nommée maître de conférences à l'université de Rennes, elle s’installe en Bretagne en 1998. En 2005, elle soutient une habilitation à diriger des recherches à Paris IV - Sorbonne, sous la direction d’Olivier Soutet.
Laurence Bougault a publié régulièrement des travaux en critique littéraire et en stylistique française ainsi que des ouvrages pédagogiques. Son travail était centré sur deux axes : d’une part la relation entre l’esthétique et l’éthique dans l’œuvre littéraire, de l’autre, la question des effets de sens produits par les choix syntaxiques en poésie moderne et contemporaine. Parallèlement, Laurence Bougault poursuivait un travail d’écriture et a publié poésie et nouvelles en revue ou en recueil depuis 1993. Elle a reçu la bourse « Découverte » du CNL en 2002. Que ce soit en poésie ou en prose, l’écriture de Laurence Bougault cherche à appréhender l’intensité des états du sujet en tant que « corps-esprit » et la manière dont ces états travaillent la temporalité. Très jeune, Laurence Bougault s'est également passionnée pour le monde équestre et a envisagé de voyager à cheval. Elle débuta en 1997 par un cours voyage en Mongolie avant de se perfectionner en France pour un premier long raid en 2001 à travers l’Afrique du Sud-Est (3 300 km). En 2009, elle réussit un second raid d’Ispahan jusqu’à Paris (6 500 km),. Cette passion du voyage à cheval se concilia avec celle de la littérature et donna lieu à la publication de deux récits de voyage et un petit traité sur le voyage à cheval que Sylvain Tesson dans Cheval chevaux no 6 qualifie de « tapisserie savante à la gloire du cheval » et qui est traduit en italien .
Atteinte par la maladie, Laurence Bougault meurt le 26 octobre 2018.

## Essais et direction d’ouvrages scientifiques
- Poésie et réalité, essai tiré de la thèse de doctorat Cosmos et logos dans la poésie moderne, L’Harmattan, 2005.  (ISBN 274-7-58295-7)
- Guillevic et la langue, actes du colloque éponyme (dir.), Rennes, éditions Calliopées, 2009.  (ISBN 978-2-916-60818-1)
- Stylistiques ?, actes du colloque éponyme (co-direction), Rennes, PUR, 2010.  (ISBN 978-2-753-51054-8)
- Lorand Gaspar et la langue (co-direction), éditions styl-m de l’AIS, 2011.  (ISBN 978-1-234-56789-7)
- Le style, découpeur du réel(co-direction), PUR, 2014.

## Poésie
- Le Grand Jouir, recueil poétique, Le Rewidiage, 1998.
- Éclats, recueil de poèmes publiés avec le concours du CNL, éditions du Sandre, 2003.  (ISBN 2-914958-01-3). Extraits publiés dans Poésie Terrestre, no 8, déc. 1996 et La femelle du requin no 7, fév.-mars 1997.
- Espoir, poème, dans Poésie Terrestre n ° 7, 1996.
- Le Grand Jouir, extrait, dans Phréatique no 83, automne 1997.
- Ode famélique de Toi, poème, dans L’igloo dans la dune no 92, juin 1999.
- Irradiance, poème, dans L’igloo dans la dune no 94, déc. 1999.
- Poétiques, poèmes, dans Hématomes Crochus HC9, mars 2001.
- L’attente et le chemin, dans Hématomes Crochus HC13, 2003.

## Nouvelles
- Le Bonheur, nouvelle, dans La Revue sans qualités no 3, déc. 1993.
- La Chekina, nouvelle, dans Le Magasin Erotique no 11-12, déc. 1996.
- Eluesine, nouvelle, dans Le Magasin Erotique no 11-12, déc. 1996.
- Lignes de partage, nouvelle, dans La Femelle du requin no 5, 1996.
- Mouroir d'amour, nouvelle, dans Les Cahiers de la poésie no 27, janv-fév. 1997.
- Lire en corps femme, dans La Femelle du requin no 9, été 1997.
- Les chimères de l’angoisse, dans La Femelle du requin n° 10, nov. 97-janv. 98.
- Jouissance de rat, dans La Femelle du requin n° 10, nov. 97-janv. 98.
- Ex-stases, nouvelle, dans Le Magasin Érotique no 13, jan. 1998.
- Le Grand Louvre, dans La Femelle du requin no 11, fév-avril 98.
- En Chambre, dans L’Igloo dans la dune no 91, mars 1999.
- Rituels..., poème illustrant une œuvre de Samuel Sylard, dans L’Imaginal aux chrysalides, éditions du Rewidiage, Action Culture, Université de Lille III.

## Sur l’univers du cheval
- Chevauchons ensemble, Histoires d’amour et de chevaux (avec Jean-Louis Gouraud), éditions du Rocher, 2005.
- Éclats de chevauchées & Poèmes d’Amour-Cheval, éd. Cheval-Culture, 2012.
- Sous l’œil des chevaux d’Afrique, coll. Les cavalières de l'aventure, Belin, 2003,  (ISBN 978-2-701-13681-3)
- Chevaux entiers et étalons, mieux les connaître, mieux les comprendre, éd. du Rocher, 2009.  (ISBN 978-2-268-06704-9)
- La Liberté du Centaure, petit traité sur le voyage à cheval, Transboréal, 2010,  (ISBN 978-2-361-57011-8)
- Amazone de la Paix, tome 1 et 2, éd. Cheval-Culture, 2013,  (ISBN 978-2-953-79523-3)
- La liberta  del cavalcare, piccolo trattato sul viaggio a cavallo, Ediciclo,  (ISBN 978-8-865-49100-3)
- Approches linguistiques du vocabulaire équestre, coédition Cheval-Culture/Presses Universitaires de Rennes/Cadre noir de Saumur, 2015,  (ISBN 978-2-953-79525-7)
- Le Cheval et l’amour  (avec J.-L. Gouraud), Les Cahiers Arts Equestres, coll. Actes équestres, Actes Sud, 2016. (ISBN 978-2-330-05049-8)
- Égo-Dictionnaire du cheval, Pietraserena, éd. Dumane, 2017.  (ISBN 978-2-915-94317-7)